# Palais Liechtenstein (île de Kampa)
Le Palais Liechtenstein (en Tchèque, Lichtenštejnský palác) sur l'Île de Kampa est l'un des deux palais, à Prague, qui appartenaient jadis à la Famille Princière de Liechtenstein. À l'heure actuelle, le palais appartient au gouvernement et est utilisé pour accueillir d'importantes visites d'État ainsi que pour diverses manifestations culturelles. Depuis 1964, il est protégé en tant que monument culturel.

## Usages
En 1978, le palais devint la propriété de la présidence du gouvernement de la République socialiste tchécoslovaque. À ce moment-là, le bâtiment était en mauvais état. Il y avait même un risque de chute de toute la façade orientale dans la rivière Vltava. Par conséquent, une reconstruction complète a été réalisée de 1982 à 1991. Les intérieurs ont ensuite été modifiés pour les besoins du bureau du gouvernement et également comme appartements de luxe pour les visites d'État majeures. Par exemple, le roi espagnol Juan Carlos et son épouse Sofia, la reine britannique Elizabeth II, ont été accueillis ici, tout comme le prince Charles, le roi de Norvège Harald V ou l'empereur japonais Akihito.
La dernière reconstruction a eu lieu après les inondations dévastatrices de 2002 .

## Liens
Le palais de l'Île de Kampa a parfois accueilli des événements, mais c'est l'autre palais Lichtenštejn, le Palais Liechtenstein de la place Mala Strana, maintenant un conservatoire de musique, qui est mieux connu comme lieu de concert.

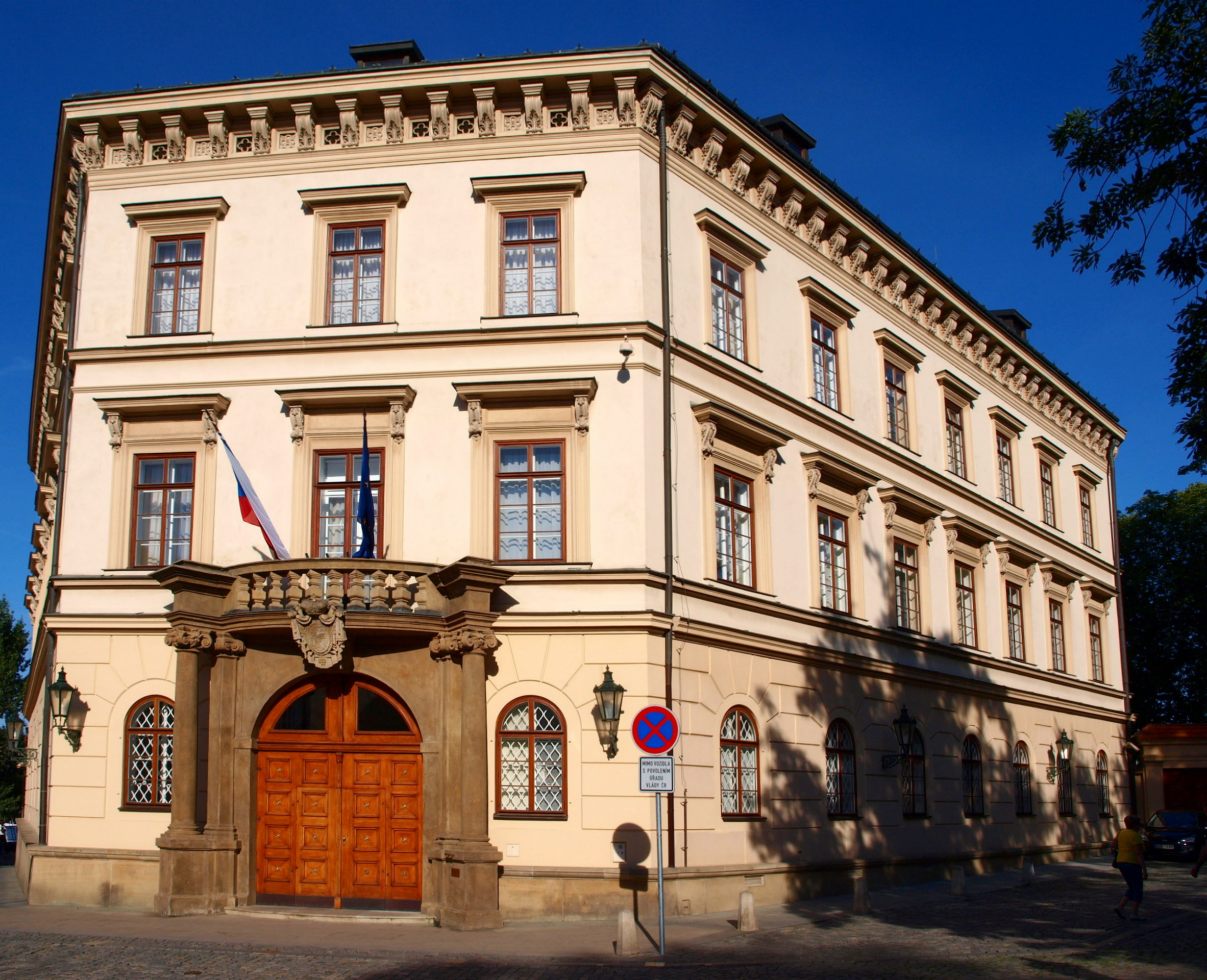
Le palais sur l'Île Kampa
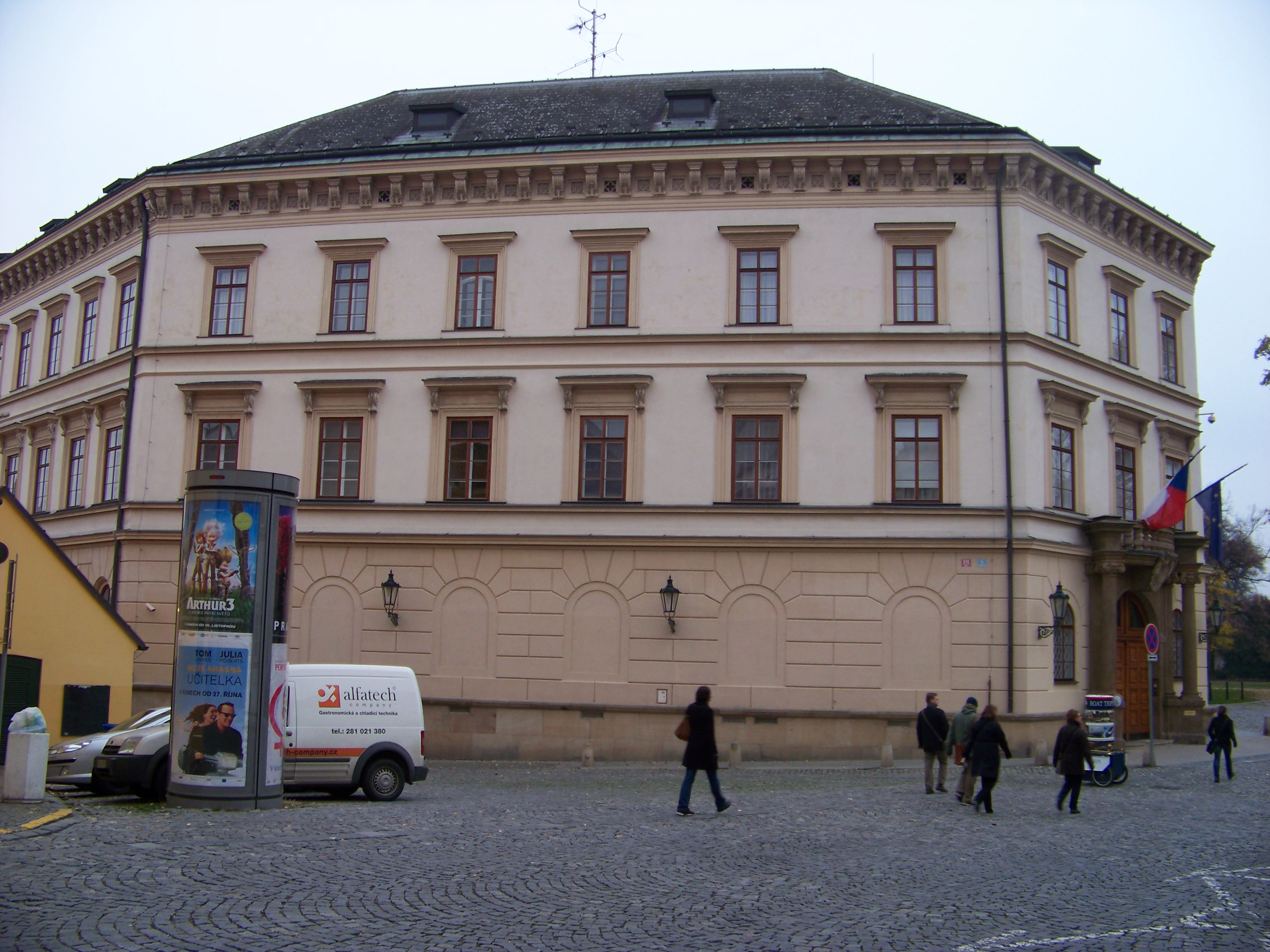
Façade latérale
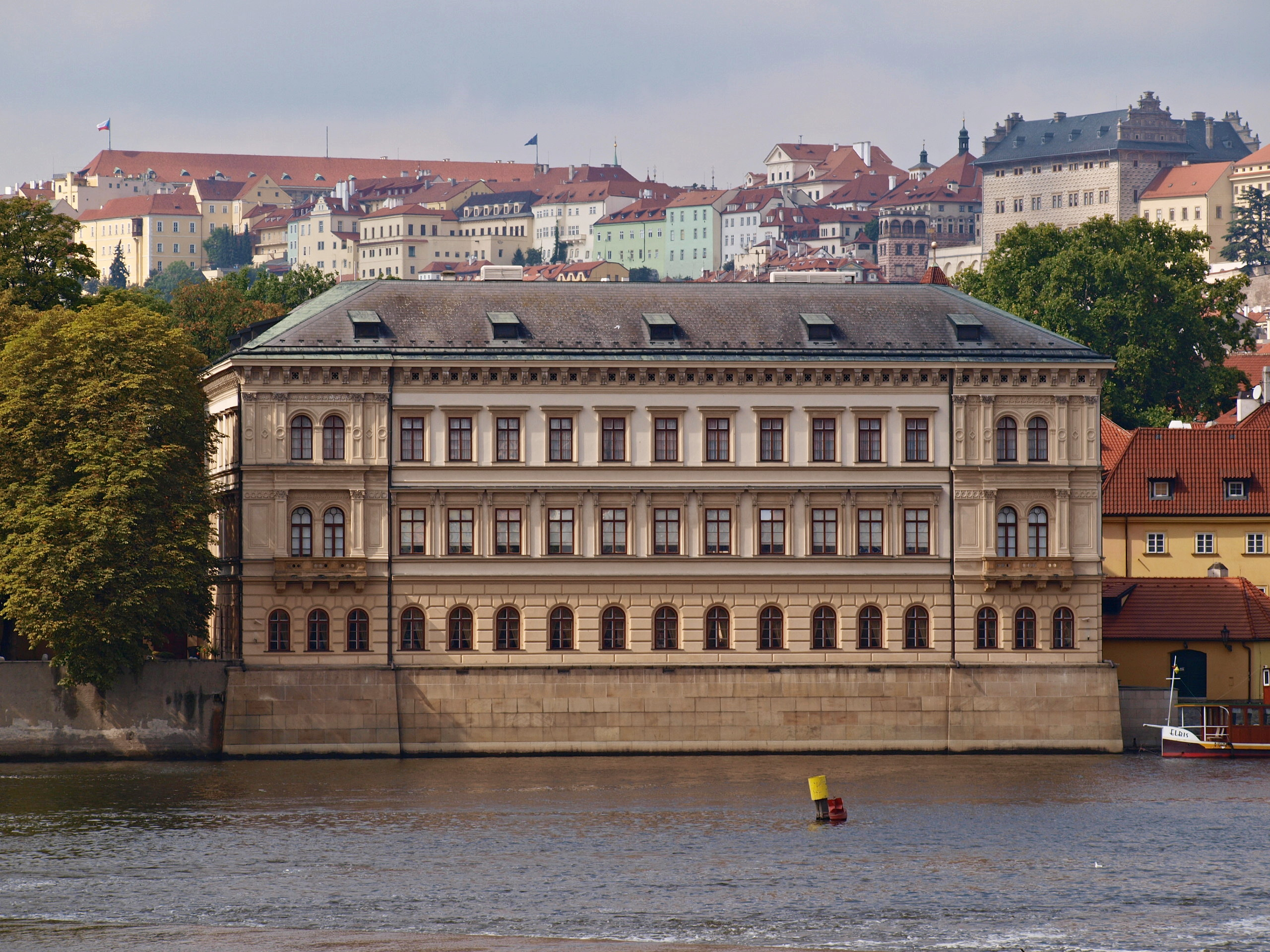
Façade sur la Vltava
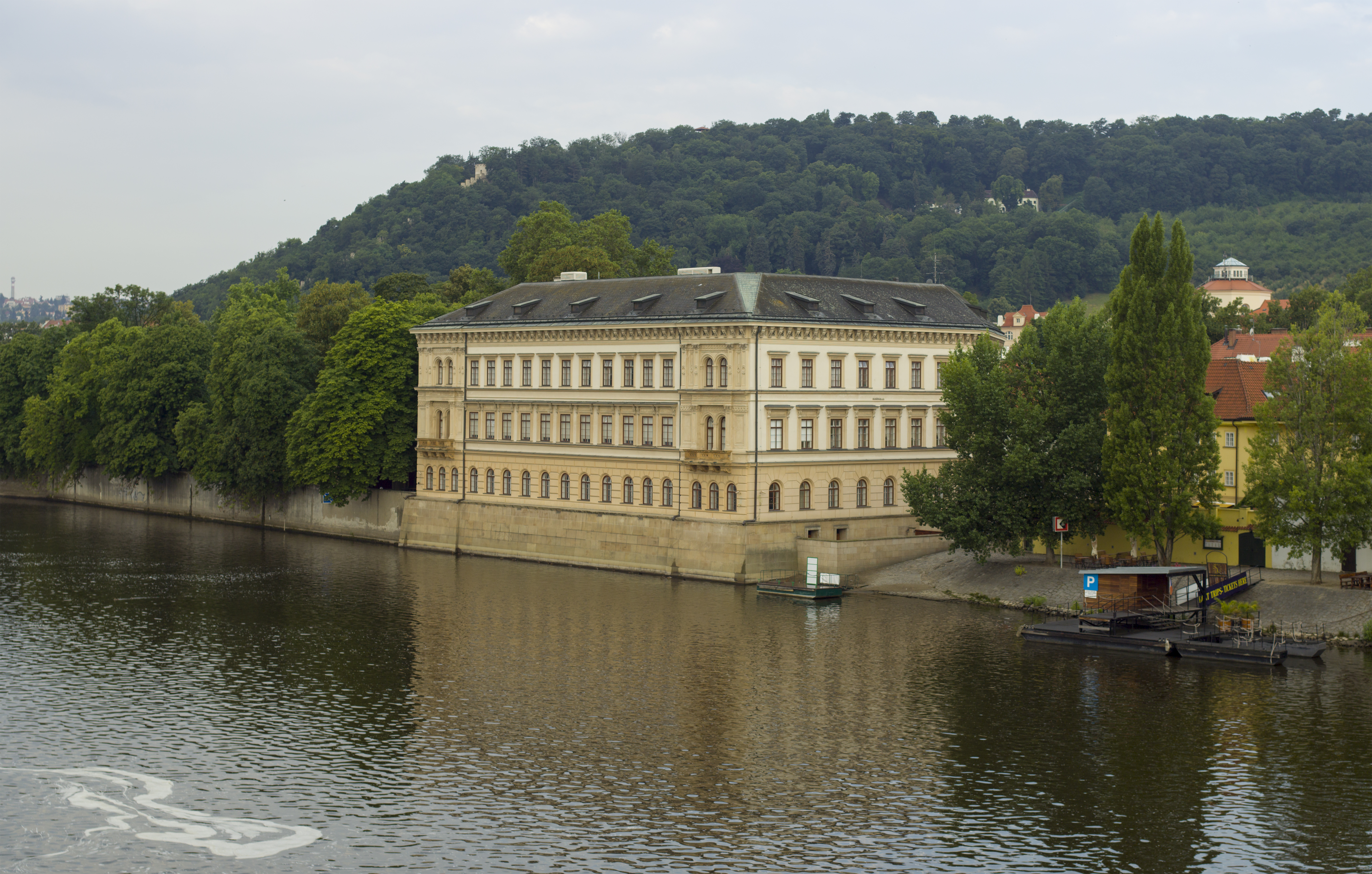
Vue de la Vltava